# Gaius Tullius Capito Pomponianus Plotius Firmus
Gaius Tullius Capito Pomponianus Plotius Firmus war ein römischer Politiker des 1. Jahrhunderts n. Chr.
In einem unbestimmten Jahr war er legatus Augusti unter Kaiser Vespasian in Numidien, offenbar als Kommandeur der Legio III Augusta. Da der Zeitraum bis zum Konsulat zu lang gewesen wäre, wurde er außer der Reihe für die Aufgabe ausgewählt, Felder zu vermessen und zuzuteilen. Seine Grenzmarkierungen (termini) wurden unter Kaiser Hadrian teilweise erneuert. Er war Konsul im Jahr 84, gemeinsam mit Gaius Cornelius Gallicanus. Möglicherweise war er der Sohn oder Adoptivsohn des Plotius Firmus, der unter Kaiser Otho Prätorianerpräfekt war.